# Drapeau de la province belge de Limbourg
Pour les articles homonymes, voir Drapeau de Limbourg.
Le drapeau de la province belge du Limbourg, ou plus simplement Drapeau de Limbourg, est inspirée de la bannière du duché de Limbourg : un champ blanc sur lequel figure un lion limbourgeois rouge tenant une couronne ducale. Depuis 1996, les armoiries aux couleurs du comté de Looz (rouge et jaune) ont été ajoutées au lion. Le comté de Looz faisait autrefois partie de la principauté de Liège et couvrait une grande partie du territoire de la province belge actuelle. Le lion et les armoiries du drapeau figurent également dans les armoiries provinciales.
Le drapeau a été adopté le 8 mai 1996 et approuvé le 29 octobre de la même année.

Le drapeau utilisé avant 1996 était l'ancienne bannière du duché de Limbourg.

Armoiries du duché de Limbourg
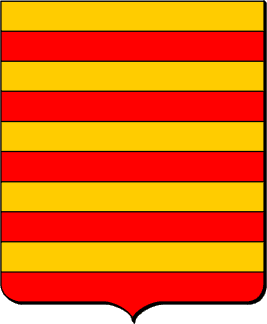
Armoiries du comté de Loon
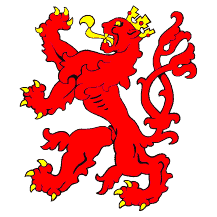
Ancienne bannière
Drapeau du gouverneur du Limbourg